# Muerte fetal
Los términos muerte fetal y óbito se usan en las ciencias de la salud para referirse al hecho de que un feto muera dentro del útero con un peso mayor de 500 gramos o con un desarrollo gestacional mayor de 20 semanas; es decir, cuando ha alcanzado un desarrollo tal que, en condiciones óptimas, la vida fuera del útero pudiera haber sido posible. La mayoría de muertes fetales ocurren en el tercer trimestre del embarazo, y se habla de muerte fetal precoz cuando ocurre en el segundo trimestre o, de forma más precisa, cuando el peso es menor de 1000 gramos o cuando el desarrollo es menor de 28 semanas. Se habla de aborto cuando el peso del embrión o feto es menor de 500 gramos o el desarrollo de la gestación es menor de 20 semanas. La mayoría de los abortos ocurren en el primer trimestre, y se habla de aborto tardío cuando ocurre en el segundo trimestre.

## Síntomas
Suele ser la falta de movimiento del feto.

## Diagnóstico
El feto muerto, cuando nace, pasa a llamarse mortinato ("nacido muerto", literalmente). Hasta finales del siglo XX, el diagnóstico de muerte fetal solo era de certeza tras el nacimiento, mediante la comprobación de que, después de la separación completa de la madre, no respiraba ni mostraba otra evidencia de vida, tal como latido del corazón, la pulsación del cordón umbilical o el movimiento de músculos voluntarios. Hoy en día, la ecografía permite el diagnóstico de la muerte fetal dentro del útero (lo que confirma la ausencia de actividad del corazón) y además permite la estimación del tamaño del feto.

## Causas
A partir de 2016, no existe un sistema de clasificación internacional para las causas de muerte fetal. Se desconocen las causas de un gran porcentaje de mortinatos, incluso en los casos en los que se han realizado pruebas exhaustivas y una autopsia. Un término que rara vez se usa para describirlos es "síndrome de muerte súbita prenatal", o SADS, una frase acuñada en 2000.  Muchos mortinatos ocurren a término en madres aparentemente sanas, y una evaluación post mortem revela una causa de muerte en aproximadamente 40 % de casos de autopsia. La mayoría (98 %) de los mortinatos se producen en países de ingresos bajos y medios. Muchos trastornos asociados con la muerte fetal intrauterina son potencialmente modificables y a menudo coexisten, como las infecciones maternas (fracción atribuible de la población: paludismo 8,0 % y sífilis 7,7 %). En una gran mayoría de casos las causas permanecen desconocidas, incluso aunque se practiquen múltiples pruebas a la madre y autopsia al mortinato. Se han identificado como posibles causas las siguientes:
- Infección bacteriana.
- Enfermedad congénita, (por ejemplo: hipoplasia pulmonar).
- Aberraciones cromosómicas.
- Restricción del crecimiento intrauterino.
- Colestasis.
- Diabetes mellitus.
- Pre-eclampsia.
- Psicotrópicos (tales como alcohol, nicotina, etc.).
- Medicamentos para los que exista evidencia de teratogenesis o toxicidad.
- Embarazo cronológicamente prolongado.
- Desprendimiento prematuro de placenta.
- Traumatismo.
- Radiación.
- Incompatibilidad Rh.
- Enfermedad celíaca, que suele presentarse sin síntomas digestivos por lo que la mayoría de los casos no se reconocen ni diagnostican.[9][10]
- Accidentes del cordón umbilical.[11]
- Embarazo no controlado o mal controlado.
- Trombofilias.
- Drogas ilícitas.
- Algunas interrupciones voluntarias de embarazo se cuentan en las estadísticas como muertes fetales.[12]

## Tratamiento
Una muerte fetal intraútero no suele representar riesgo inmediato para la mujer, por lo que, dado que el parto suele comenzar espontáneamente en dos semanas, la mujer puede elegir esperar, salvo que  encuentre traumatizante la idea de llevar un feto muerto, en cuyo caso, puede elegir la inducción del parto. Si pasan más de dos semanas, entonces ya sí puede aparecer un riesgo de desarrollar trastornos de la coagulación por lo que, pasado este tiempo se recomienda la inducción del parto. El parto debe ser vaginal, dejando la cesárea para casos de complicaciones.

## Abordaje emocional
La mayoría de las mujeres que pierden a su hijo en sus embarazos se sienten incomprendidas ante la trivialización con la que personas de su  entorno social hacen referencia hacia lo sucedido, en frases como "ya tendrás otro". Para la madre que ha perdido un futuro hijo, ese ser era importante y tenía entidad en sí mismo que no es sustituible por otro. Es más recomendable el acompañamiento desde el reconocimiento del dolor en la dirección de la aceptación como proceso de pérdida y como proceso de maduración y de crecimiento. En realidad, como ocurre con la muerte de cualquier ser querido. Por ejemplo, es recomendable que los profesionales ofrezcan a la pareja posibilidad de que vea al mortinato para que pueda tener lugar una despedida a modo de ritual que, al marcar un antes y un después, permita que tenga lugar el proceso de duelo psicológico.